# 雅各布斯·安東尼·梅森
雅各布斯·安東尼·梅森（荷蘭語：Jacobus Anthonie Meessen、荷蘭語發音：[jaːˈkoːbʏs ɑnˈtoːni ˈmeːsən]，1836年12月5日—1885年11月14日）是一名荷蘭攝影師，在1864年至1870年間的荷屬東印度（今印度尼西亞）拍摄了超過250張的人物照和風景照。出生於烏特勒支的梅森是木匠之子，青年時前往東印度從事木工業，1860年返荷後任職於水利局，1862年在家鄉成婚。1864年時，他再度遠赴東印度殖民地，熱衷紀錄島上的風土民情，主要的工作地點是首府巴達維亞（今雅加達）、爪哇島及蘇門答臘的巴東，亦曾至邦加島、勿里洞島、婆羅洲和尼亞斯島取材。
1870年梅森重回荷蘭之後，與亞伯拉罕·佛莫稜（Abraham Vermeulen）建立了短暫的合夥關係，開始宣傳自己的攝影作品，從中選出的部分照片在1871年精裝成冊，獻給荷蘭國王威廉三世，更多的作品則於1875年由J·H·德布西印刷廠（J. H. De Bussy）出版，並送到巴黎和阿姆斯特丹展出。梅氏晚年主要以建築師為職業，曾負責興建學校。逝後，他的蛋白紙相片分別由荷蘭四座機構和組織收藏，其內還有一些照片經過手工上色，或是加註圖片說明。

## 生平
梅森於1836年12月5日在荷蘭的烏特勒支诞生，父親叫赫曼努斯·約翰尼斯·梅森（Hermanus Johannes Meessen），是个木匠，母親則名作梅透德·勒蓋（Megteld Legué）。1858年，梅森首次前往荷屬東印度的首府巴達維亞，在當地以木匠為業，1860年起以萬靈牙地區為居。他在兩年後返回荷蘭，擔任水利局特別監察員（buitengewoon opzigter van den waterstaat）一職，又於1862年12月11日同約翰娜·艾莉妲（楊絲）·史汀貝克（Johanna Alida (Jansje) Steenbeek）在烏特勒支結為夫妻，兩人隨後於該城生活了兩年，並分別在1865年、1866年和1869年生下三位女兒，但長女安東妮雅（Antonia）在幼年時即已早夭。

### 攝影經歷

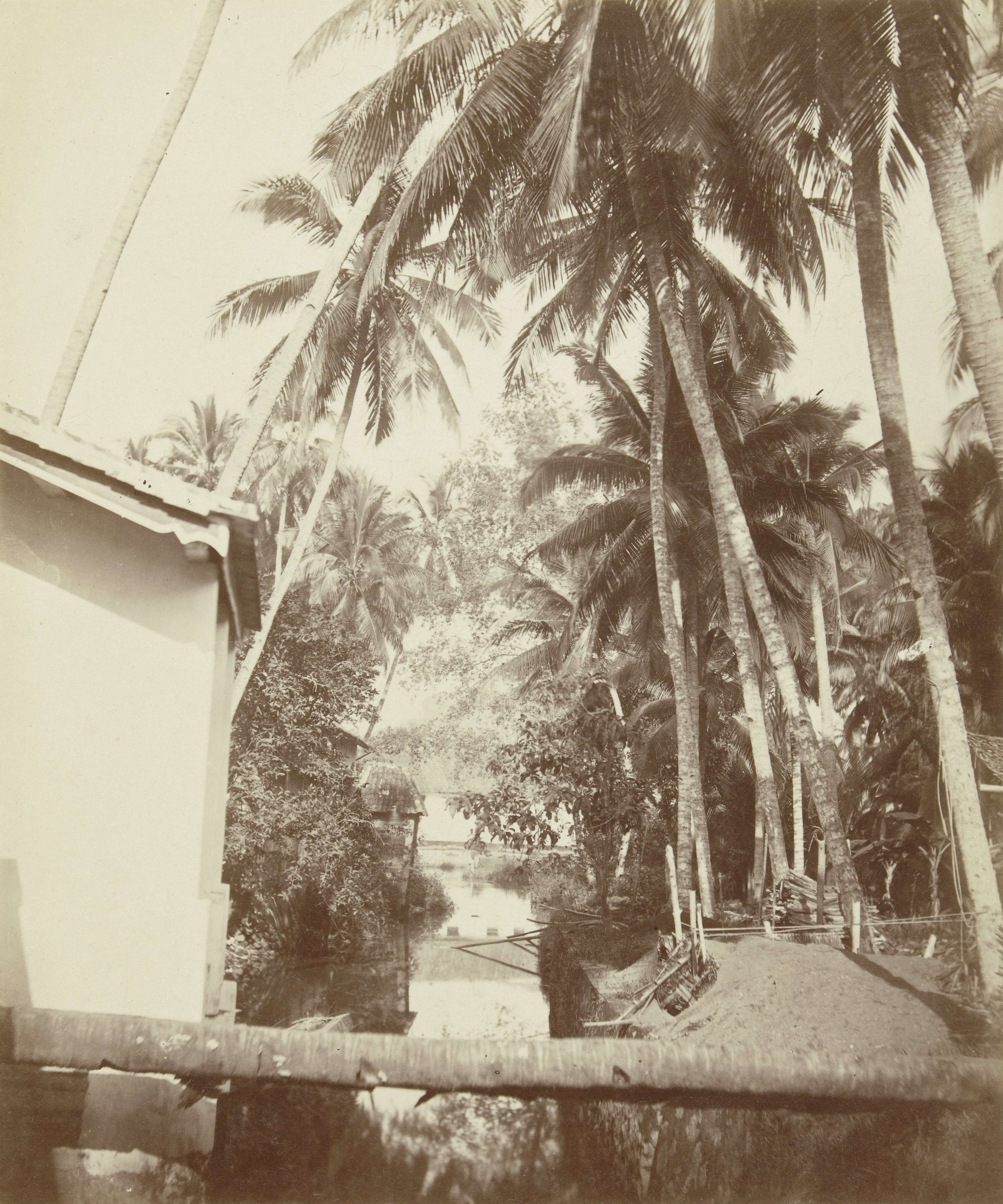
梅森在蘇門答臘的巴東所攝的馬蒂河（Kali Mati）

1864年，梅森偕同妻子一起前赴東印度群島，起初先抵達巴達維亞，後於1867年初在該市設立了一間相館。梅森是1860年代少數活躍於東印度群島的攝影師之一，與其同時代者尚包括伊西多尔·范金斯贝亨、阿道夫·謝弗（Adolph Schaefer）及伍德伯里－佩奇商社的營業者沃尔特·B·伍德伯里和詹姆斯·佩奇（James Page）。梅森希望能拍下形形色色的東印度群島風土和人民，5月至8月間的他待在蘇門答臘——一開始到巴東，接著則進入米南佳保高原，並在當地提供多種攝影服務，包括雙人照和家庭照。梅森於9月回巴達維亞後又另創了一間工作室，不僅幫人拍肖像，也販售風景照。
3個月後，梅森夫婦變賣了財產，並再次搬回巴東，並於此再開了一間相館。替梅森撰寫傳記的馬蒂·布姆（Mattie Boom）與史蒂芬·瓦赫林（Steven Wachlin）認為此舉可能是商業所需，因為梅森或許無法與巴達維亞的伍德伯里－佩奇競爭。1868年11月，梅森替自己第一本照片集——《蘇門答臘西海岸》（Sumatra's Westkust）作廣告，相簿外皮则以摩洛哥革裝訂，里面收錄了60多張巴東及周邊城市（如巴當班讓和科克堡）的風景照。1869年7月，他在蘇門答臘飯店的相館已有開辦展示活動，包括攝自北蘇門答臘和尼亞斯島的圖片。
梅森在東印度群島的攝影歷程、連同之後推出的相册共耗資34,000荷屬印度盾，相機器材費（儘管使用機型不明）、化學藥劑費、交通費和住宿費也涵蓋其中。梅森在印尼期間都是單人上工，從不找伴同行，所拍摄的殖民地人物和地景均紀錄在蛋白紙相片中。他替群島上的众多民族進行民族誌攝影時，常需克服迷信——《巴達維亞商報》（Bataviaasch Handelsblad）稱這些迷信「幾乎讓拍攝爪哇以外地區的民族成為不可能之事」，但他也曾遇到比他们更熱情的人群，包括尼亞斯島上的村民。梅森曾紀錄道：「我到達之後拍了幾張照片，並升起荷蘭國旗，村民們很快就趕來問我想要什麼。我一告訴他們他們便答應協助。翌日清晨5時整，我就發現60位戰士在海灘上等著我」。

### 返回荷兰後

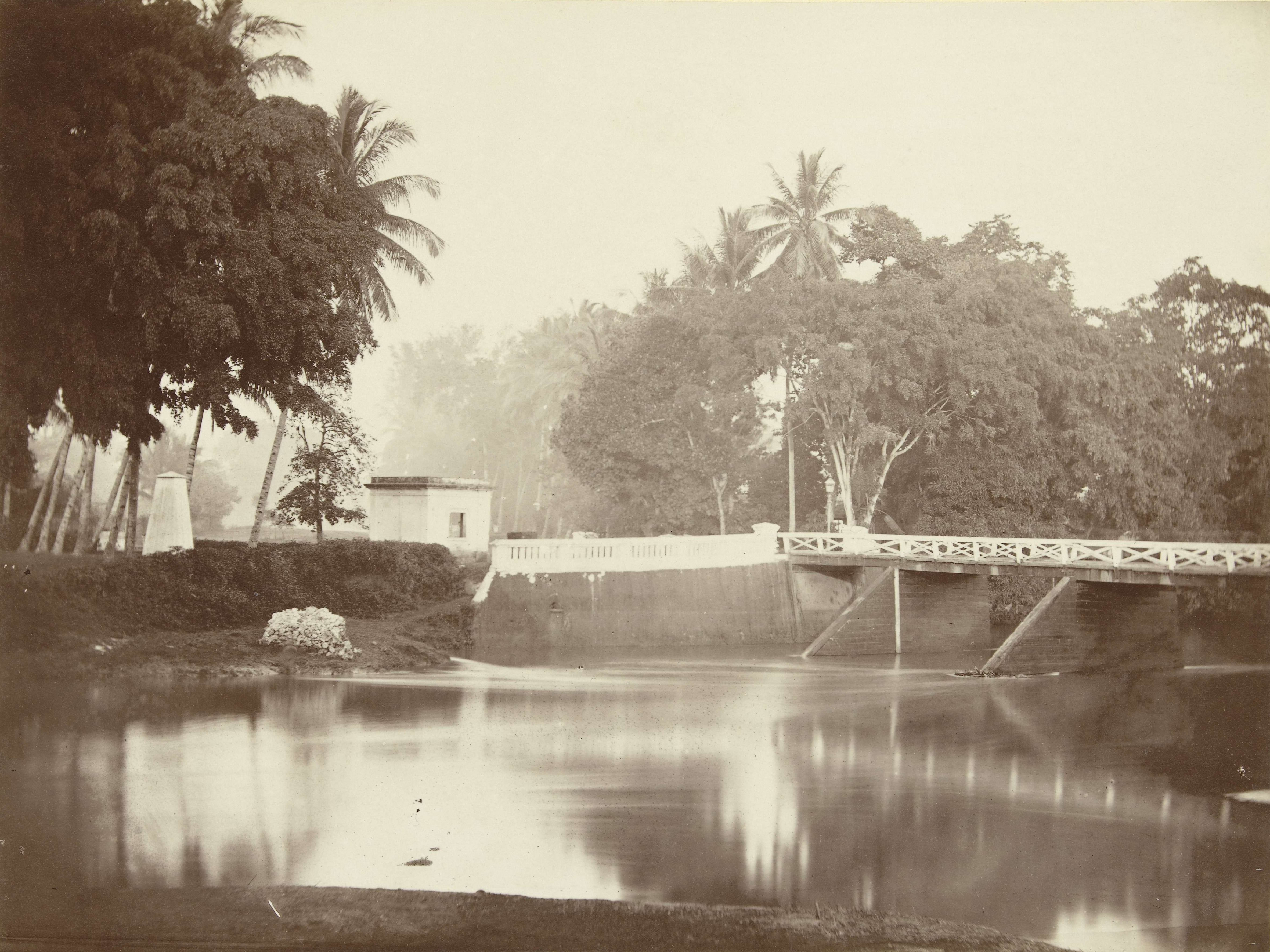
梅森所攝的巴達維亞（今雅加達）芝利翁河。當他返荷之後，積極推銷自己的東印度攝影作品。

1869年6月，梅森與妻子回到巴達維亞，隔年又歸返烏特勒支。1870年下半年，梅森在烏特勒支與亞伯拉罕·阿德里亞努斯·佛莫稜（Abraham Adrianus Vermeulen）合夥開設了名作「A·A·佛莫稜公司」（A.A. Vermeulen & Cie）的相館，兩人也簽下五年合約，但這場合作卻在1873年3月宣告破局。布姆及瓦赫林對此提出的猜想，是以肖像照聞名的佛氏正有志於將領域拓展到風景上，而梅森則亟需一個能沖印、銷售其東印度相片的地方。實際上，他於1871年2月時即把自己在爪哇、蘇門答臘期間拍得較佳的照片製成相冊，送給國王威廉三世當禮物，這本附有153幀圖像的相冊用金銀做為奢華的裝飾，邊角上有醒目的爪哇、蘇門答臘、婆羅洲及尼亞斯的字樣，中央則是由荷蘭、巴達維亞兵器圍繞的銀色椰子樹和香蕉樹 。
梅森在後續的幾年中仍繼續推銷他的東印度照片。1875年，他透過設址於阿姆斯特丹的J·H·德布西印刷廠出版了《荷屬東印度相片合集》（Verzameling Fotografien van Nederlandsch Indië），照片總數為250幅，其中風景照175張，人物照75張，每本售價225盾，裝在胡桃木箱中，這些圖作還於同年巴黎的地理博覽會（Exposition Géographique）上展示，並獲得好評。《巴達維亞商報》在一篇評論中稱這種紀錄東印度群島的努力值得讚揚，並表示希望能一併拍攝動物的相片。1883年，梅森再度替他的照片辦展，這次的展場選在阿姆斯特丹的國際殖民和出口貿易博覽會，但他這項投資最後並無回本。
晚年的梅森過著數度遷徙的生活，有時待在霍勒代克，有時則在菲士蘭省奧普斯特蘭的其他地區。他先是擔任工程總監，後又成為都市建築師，在其承辦過的建案當中，有一項是位於哥勒代克西南双街（Zuidwest Dubbele Straat）上的小學，建築採用的新哥德風格可能受阿姆斯特丹和拉姆斯东克斯费尔的類似學校影響，興建的目的則是為了取代已遭拆毀的舊校舍。1885年11月14日，梅森在染病三天後逝世，未完工的學校則由其同行希德·彼得鲁斯·尼古拉斯·哈尔伯茨马代為完成。

## 風格與遺作

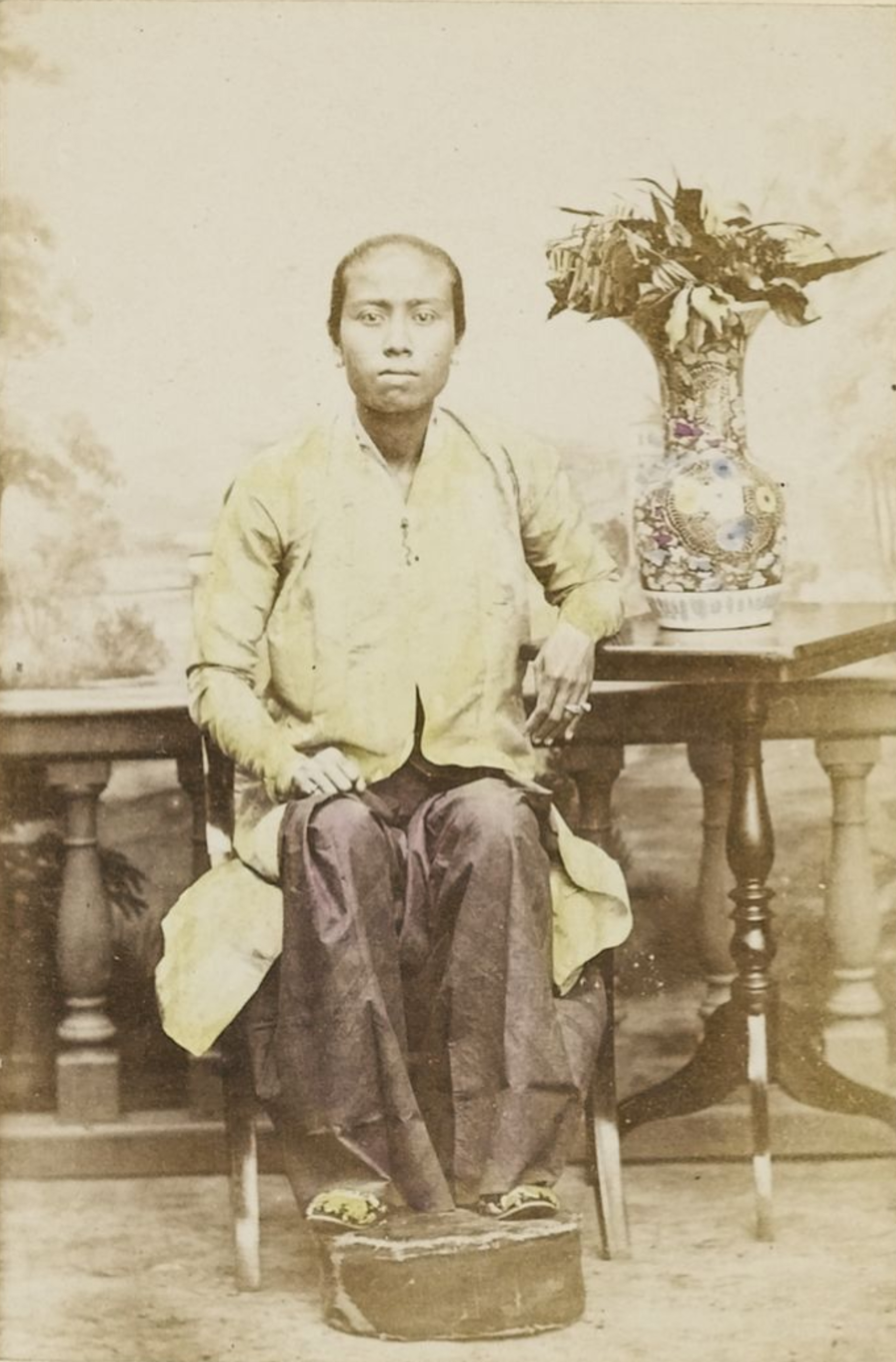
梅森於1867年拍下的一位姨娘 (荷屬東印度)，照片經照片手工上色後製。他將此種姘婦稱作「必要之惡」。

布姆與瓦赫林審視了梅森的攝影作品後，在評價文中稱他拍摄的爪哇照片為其中最優，而別處島嶼拍獲的照片在品質上則較為參差不齊。兩人對其市容攝影所作的註釋十分詳盡，梅森選來拍照的建築都是受其他攝影家歡迎者，例如巴達維亞的總督府和印尼浪漫派繪畫先驅拉登·薩利赫的宅第。梅森相館出品的許多人物照都似純粹的商業之作，這使布姆和瓦赫林指出了一個想法——即這些照片是拍來替梅森的風景攝影籌資。在梅森的照片當中有些作品（尤其是人物照）還附加了手工上色的處理。
梅森獻給威廉三世的照片集錦被海牙的荷蘭國家圖書館列為館藏，相本裡的特色內容除了梅森攝影的相關見聞外，還有東印度六島（爪哇、蘇門答臘、邦加、勿里洞、婆羅洲與尼亞斯）和爪哇人、華人、馬來族、達雅人等眾多民族的圖像。他還替多張相片加註了注解，在一張姨娘的人物照下寫道「這對軍隊而言是必要之惡，她們讓兵營內外都保持最佳紀律，在遠征或航海中的價值也無法估量」。
阿姆斯特丹國家博物館則收藏了梅森的另外兩幅作品，分別是巴達維亞的芝利翁河和巴東的馬蒂河。荷蘭皇家東南亞及加勒比研究院則保存了德布西出版的梅森作品複印本，萊頓大學圖書館館內亦有他的281幀照片，當中7張出處存議者在1891年被地理學家彼得·約翰內斯·費特捐給荷兰皇家地理学会。現存的梅森相片集共有4套，遠少於伍德伯里和佩奇等與其同代的攝影家，他的畢生之作也很少成為研究題材或收藏品。

## 文獻
- . Netherlands Institute for Art History（英语：Netherlands Institute for Art History）.   [2015-05-02]. （原始内容存档于2015-05-02） （英语）.
- Boom, Mattie; Wachlin, Steven. . ScherpteDiepte (Leiden University Press). 2004-11, 21 (36)  [2015-10-05]. （原始内容存档于2014-09-10） （荷兰语）.
- . Gorredijk Historie.   [2015-10-05]. （原始内容存档于2014-09-11） （荷兰语）.
- . Utrechtsch Provinciaal en Stedelĳk Dagblad (Utrecht). 1865-04-28: 3 （荷兰语）.
- . Bataviaasch handelsblad (Batavia). 1865-11-04: 1 （荷兰语）.
- . Java Bode (Batavia). 1866-06-27: 1 （荷兰语）.
- . Utrechtsch Provinciaal en Stedelĳk Dagblad (Utrecht). 1869-10-25: 4 （荷兰语）.
- . Het Nieuws van den Dag (Amsterdam). 1885-11-18: 12 （荷兰语）.
- . Het Nieuws van den Dag (Amsterdam). 1879-11-26: 1 （荷兰语）.
- Janse, Dirk.  (学位论文). University of Utrecht. 2007  [2015-09-14]. （原始内容存档于2016-03-14） （荷兰语）.
- .  33. Batavia: The Lands-Drukkerij. 1860  [2015-09-14]. （原始内容存档于2014-09-11） （荷兰语）.
- . Sumatra-courant (Padang). 1868-12-02: 2 （荷兰语）.
- Stenvert, Ronald; Kolman, Chris; Broekhoven, Sabine; van Ginkel-Meester, Saskia; Kuiper, Yme.  6. Zwolle: Department of Conservation of Monuments and Waanders Publishers. 2000  [2015-09-14]. ISBN 978-90-400-9476-7. （原始内容存档于2020-08-07） （荷兰语）.
- . Sumatra-courant (Padang). 1869-06-02: 1 （荷兰语）.
- . Java Bode (Batavia). 1871-04-03: 4 （荷兰语）.
- . Bataviaasch Handelsblad (Batavia). 1878-10-09: 4 （荷兰语）.
- . Rijksmuseum.   [2015-10-05]. （原始内容存档于2020-08-12） （荷兰语）.
- Yayasan Untuk Indonesia; 1. .  1. Jakarta: Departemen Budaya dan Museum, Pemerintah Provinsial Wilayah Ibukota Jakarta: 82. 2005. ISBN 979-8682-50-5 （印度尼西亚语）.
- Yayasan Untuk Indonesia; 2. .  2. Jakarta: Departemen Budaya dan Museum, Pemerintah Provinsial Wilayah Ibukota Jakarta: 6–7. 2005. ISBN 979-8682-51-3 （印度尼西亚语）.

## 延伸閱讀
- Merrillees, Scott. . London: Routledge. 2000. ISBN 978-0-7007-1436-0.